# いつもいっしょ
「いつもいっしょ」は、Aqua Timez（当時はAQUATIMES名義）のアマチュア時代の自主制作シングル。

## 概要
2004年9月19日に発売された。また、2006年にはメジャー1作目の配信限定シングルとして配信された。
当時のAqua Timezの公式サイトでは歌詞も公開されていた。ジャケットは元メンバー、ドラムスのアビコが水彩画で手掛けたものである。
廃盤になっているため、現在入手するのは自主制作アルバム『悲しみの果てに灯る光』と同様に極めて困難となっている。

## 収録曲
1. いつもいっしょ [5:51]
2006年11月1日に配信限定リリース。その後、メジャー1stフルアルバム『風をあつめて』の13曲目に収録。
配信限定発売を記念して、抽選で選ばれたファン300名を招待したスペシャルライブを開催。この時の模様は自身の公式サイトで同時配信されたが、膨大なアクセスによりサーバーはパンク寸前となった。
プロモーションビデオも存在しており、メジャー2ndシングル『千の夜をこえて』の初回盤と期間限定盤にのみ封入されたDVDに収録された。
2. だいじょうぶ [3:20]
2006年7月26日にリリースされたSMAPの17thアルバム『Pop Up! SMAP』にてカバー。
アマチュア時代、Aqua TimezのLIVEでは主に最後に演奏されていた。
3. 等身大のラブソング [4:25]
ボーナス・トラック。
『空いっぱいに奏でる祈り』に収録されているものとは歌詞が異なる。
4. いつもいっしょ -Instrumental- [5:50]